# Natascha Badmann
Natascha Badmann (Basilea, 6 de diciembre de 1966) es una deportista suiza que compitió en triatlón y duatlón.
Ganó dos medallas en el Campeonato Europeo de Triatlón, oro en 1997 y plata en 1995. Además, obtuvo una medalla de plata en el Campeonato Mundial de Triatlón de Larga Distancia de 2000 y una medalla de plata en el Campeonato Europeo de Triatlón de Media Distancia de 1994.
En Ironman ganó ocho medallas en el Campeonato Mundial entre los años 1996 y 2005, y en Ironman 70.3 obtuvo una medalla de bronce en el Campeonato Europeo de 2011.
En duatlón consiguió dos medallas en el Campeonato Mundial de Duatlón, oro en 1995 y plata en 1994, una medalla de oro en el Campeonato Mundial de Larga Distancia de 1997, y tres medallas de plata en el Campeonato Europeo de Duatlón entre los años 1993 y 1996.

## Palmarés internacional
| Campeonato Europeo | Campeonato Europeo   | Campeonato Europeo | Campeonato Europeo |
| Año                | Lugar                | Medalla            | Prueba             |
| ------------------ | -------------------- | ------------------ | ------------------ |
| 1995               | Estocolmo (Suecia)   | Medalla de plata   | Individual         |
| 1997               | Vuokatti (Finlandia) | Medalla de oro     | Individual         |

| Campeonato Europeo | Campeonato Europeo     | Campeonato Europeo | Campeonato Europeo |
| Año                | Lugar                  | Medalla            | Prueba             |
| ------------------ | ---------------------- | ------------------ | ------------------ |
| 1994               | Novo Mesto (Eslovenia) | Medalla de plata   | Individual         |

| Campeonato Mundial | Campeonato Mundial | Campeonato Mundial | Campeonato Mundial |
| Año                | Lugar              | Medalla            | Prueba             |
| ------------------ | ------------------ | ------------------ | ------------------ |
| 2000               | Niza (Francia)     | Medalla de plata   | Individual         |

| Campeonato Mundial | Campeonato Mundial     | Campeonato Mundial | Campeonato Mundial |
| Año                | Lugar                  | Medalla            | Prueba             |
| ------------------ | ---------------------- | ------------------ | ------------------ |
| 1996               | Hawái (Estados Unidos) | Medalla de plata   | Individual         |
| 1998               | Hawái (Estados Unidos) | Medalla de oro     | Individual         |
| 2000               | Hawái (Estados Unidos) | Medalla de oro     | Individual         |
| 2001               | Hawái (Estados Unidos) | Medalla de oro     | Individual         |
| 2002               | Hawái (Estados Unidos) | Medalla de oro     | Individual         |
| 2003               | Hawái (Estados Unidos) | Medalla de plata   | Individual         |
| 2004               | Hawái (Estados Unidos) | Medalla de oro     | Individual         |
| 2005               | Hawái (Estados Unidos) | Medalla de oro     | Individual         |

| Campeonato Europeo | Campeonato Europeo   | Campeonato Europeo | Campeonato Europeo |
| Año                | Lugar                | Medalla            | Prueba             |
| ------------------ | -------------------- | ------------------ | ------------------ |
| 2011               | Wiesbaden (Alemania) | Medalla de bronce  | Individual         |

| Campeonato Mundial | Campeonato Mundial      | Campeonato Mundial | Campeonato Mundial |
| Año                | Lugar                   | Medalla            | Prueba             |
| ------------------ | ----------------------- | ------------------ | ------------------ |
| 1994               | Hobart (Australia)      | Medalla de plata   | Individual         |
| 1995               | Cancún (México)         | Medalla de oro     | Individual         |
| Campeonato Europeo |                         |                    |                    |
| Año                | Lugar                   | Medalla            | Prueba             |
| 1993               | Königslutter (Alemania) | Medalla de plata   | Individual         |
| 1995               | Veszprém (Hungría)      | Medalla de plata   | Individual         |
| 1996               | Mafra (Portugal)        | Medalla de plata   | Individual         |

| Campeonato Mundial | Campeonato Mundial | Campeonato Mundial | Campeonato Mundial |
| Año                | Lugar              | Medalla            | Prueba             |
| ------------------ | ------------------ | ------------------ | ------------------ |
| 1997               | Zofingen (Suiza)   | Medalla de oro     | Individual         |